# 崔秉
崔 秉（さい へい、460年 - 537年）は、北魏末の官僚・軍人。本貫は博陵郡安平県。

## 経歴
崔鑑の子として生まれた。太和年間、中書学生となった。奉朝請に任じられ、徐州安東府録事参軍に転じた。陽平王元頤が定州刺史となると、崔秉はその下で衛軍府録事参軍となり、毋極県令を兼ねた。公事が理由で長史の甄琛と言い争い、甄琛を拳で殴打して床下まで突き落とす事件を起こしたが、甄琛のほうが笑って問題にしなかった。
500年（景明元年）、彭城王元勰が裴叔業を迎えるため寿春におもむくと、崔秉はこれに従い、元勰の目に留まった。後に司空主簿となり、掾・城門校尉・兼司空司馬に転じた。長史に転じ、輔国将軍の号を加えられた。左将軍・広平内史として出向し、多くの財貨を私物化したため、非難を受けた。入朝して司徒左長史となった。しばらくして平東将軍・光禄大夫の位を受けた。まもなく安西将軍の号を加えられ、燕州刺史に任じられて出向した。525年（孝昌元年）、燕州の州城にあって杜洛周の包囲を受けた。526年（孝昌2年）、北魏の朝廷は都督の元譚と崔秉の次男の崔仲哲を救援に派遣したが、元譚は敗れ、崔仲哲は戦死した。崔秉は城民を率いて定州に逃れ、敗戦の罪を問われて免官された。まもなく撫軍将軍の号を受け、行相州事をつとめた。征東将軍・金紫光禄大夫の位を受けた。
孝昌末年、冀州の流民を河外に集めて東冀州が立てられると、崔秉が東冀州刺史となり、征東将軍の号を加えられたが、赴任しなかった。529年（永安2年）、衛将軍・右光禄大夫の位を受けた。崔秉は老齢で持病があったため、辞職を願い出たが、許されなかった。元顥が洛陽に入ると、崔秉は陽武に避難した。散騎常侍・車騎将軍・左光禄大夫の位を受けた。532年（太昌元年）、驃騎大将軍・儀同三司の位を受けた。たびたび老病による解任を訴え、534年（永熙3年）になってようやく職を去った。537年（天平4年）、死去した。享年は78。使持節・侍中・都督定瀛滄三州諸軍事・驃騎大将軍・尚書令・司徒公・定州刺史の位を追贈された。諡は靖穆といった。

## 子女
- 崔忻（487年 - 528年、長男、字は伯悦。荊州平南府外兵参軍。北道行台郎、員外郎。安遠将軍・尚書左中兵郎中、兼尚書左丞。河陰の変で殺害された）
- 崔仲哲（492年 - 526年、祖母の宋氏に養育された。司徒行参軍、仮寧朔将軍・統軍。広陽王元淵の下で柔玄鎮の反乱軍を撃破。安平県男。父の崔秉が燕州で杜洛周に包囲されると、泣いて朝廷に救援を訴え、別将となって都督の元譚とともに派遣されたが、戦死した）
- 崔叔彦（撫軍将軍）
- 崔季通（東魏の武定年間に司農少卿を兼ねた）
- 崔季良（太学博士。都督李神軌の征戦に従軍して、蒲陰県男。著作佐郎・通直散騎侍郎、征虜将軍・員外散騎常侍・太尉長史。父の崔秉の帰郷に従い、職を去った。後に中軍将軍・光禄大夫。父に先だって死去した）

## 伝記資料
- 『魏書』巻49 列伝第37
- 『北史』巻32 列伝第20